# Fabia Arete
Fabia Arete fue una bailarina, actriz y cantante de la Antigua Roma.
Ella era una mujer liberta (específicamente 'de Marcus'), lo cual era un antecedente común para una artista de teatro. Se la conoce como archimima, que era el título que se le daba a la actriz principal de un teatro romano, y como diurna, lo que significa que realizaba giras como actriz invitada en diferentes teatros y compañías teatrales, demostrando que gozaba de fama y popularidad.
Se la describe como una actriz famosa y probablemente pertenecía a la minoría de élite de las actrices romanas empleadas para interpretar papeles con diálogos en un período en el que las artistas escénicas femeninas normalmente solo eran contratadas para bailar o cantar en el coro, y se volvió lo suficientemente rica como para permitirse un gran monumento funerario para ella y su esposo. Se cree que interpretó un papel famoso en la comedia: el de la esposa conspiradora Carition.